# 맥그로 힐 에듀케이션

맥그로 힐 에듀케이션(McGraw Hill Education)은 유아원부터 대학원 교육까지 교육 콘텐츠, 소프트웨어 및 서비스를 제공하는 미국 출판사이다. 휴턴 미플린 하코트, 피어슨 에듀케이션과 함께 '3대' 교육 출판사 중 하나이다. 맥그로 힐은 또한 의료, 비즈니스 및 엔지니어링 전문직을 위한 참고 및 무역 간행물을 출판한다. 이전에 맥그로 힐 컴퍼니스(나중에 맥그로 힐 파이낸셜(McGraw Hill Financial)로 이름 변경, 현재 ppS&P 글로벌]])의 부서였던 맥그로 힐 에듀케이션은 2013년 3월 아폴로 글로벌 매니지먼트에서 매각되어 현금 24억 달러에 인수되었다. 맥그로 힐은 2021년에 플래티넘 에쿼티(Platinum Equity)에 45억 달러에 매각되었다.

## 같이 보기
- 분류:교육 출판사
- 디스커버리 (기업)
- S&P 글로벌
- 스콜라스틱